# Sybra bisignatoides
Sybra bisignatoides là một loài bọ cánh cứng trong họ Cerambycidae.